# Anchietea selloviana
Anchietea selloviana là một loài thực vật có hoa trong họ Hoa tím. Loài này được Cham. & Schltdl. mô tả khoa học đầu tiên năm 1827.